# Districte de Skalica
El districte de Skalica - (eslovac) Okres Skalica - és un dels 79 districtes d'Eslovàquia. Es troba a la regió de Trnava. Té una superfície de 357,14 km², i el 2013 tenia 46.887 habitants. La capital és Skalica.

## Demografia
| Godina             | 1994   | 2004   | 2014   | 2024   |
| ------------------ | ------ | ------ | ------ | ------ |
| Nombre de persones | 46.384 | 47.134 | 46.934 | 46.764 |
| Diferència         |        | +1,61% | −0,42% | −0,36% |

| Godina             | 2023   | 2024   |
| ------------------ | ------ | ------ |
| Nombre de persones | 46.916 | 46.764 |
| Diferència         |        | −0,32% |

## Llista de municipis

### Ciutats
- Skalica
- Gbely
- Holíč

### Pobles
Brodské | Dubovce | Chropov | Kátov | Kopčany | Koválovec | Letničie | Lopašov | Mokrý Háj | Oreské | Petrova Ves | Popudinské Močidľany | Prietržka | Radimov | Radošovce | Trnovec | Unín | Vrádište
1. 1 2  «Počet obyvateľov podľa pohlavia - obce (ročne) [om7102rr_obce=AREAS_SK]».   Statistical Office of the Slovak Republic, 31-03-2025. [Consulta: 31 març 2025].